# 唐奕聰
唐奕聪（英語：Gary Tong Yik Chung，1963年8月16日—2021年3月2日）是香港一名已故音樂創作人與樂手，太極樂隊成員，也是众多歌手的唱片监制、音乐製作人、作曲家、编曲家、键盤手，畢生音樂作品逾400首。其表弟是藝人李忠希。雖然太極樂隊有不少全體創作的歌曲，甚至以全體的名義編曲，但唐奕聰才是樂隊的實際編曲人（另一位是鄧建明）。他也是歌手麥家瑜進軍香港樂壇的伯樂。

## 生平
唐奕聰早年在九龍土瓜灣美善同道及靠背壟道一帶的公務員宿舍成長，自小已有心臟病，需要吃藥。他的讀書成績不錯，六歲多開始學習鋼琴。在讀中學期間曾參與校內歌唱比賽及聯校歌唱演出，又會教同學唱民歌。中學畢業後到寓所附近的油畫公司當油畫複製畫師，為時半個月。由於認為工作環境不好，所以轉到母親親戚任職、位於萬宜大廈的通利琴行當清潔工人，逐步晉升為銷售員。直至有一天於琴行認識雷有曜、雷有輝兄弟，再接觸Trinity樂隊的音樂活動。加入太極樂隊前連同朱翰博、鄧建明、黃家強以及黃家駒組織Laser樂隊，到處演出賺錢。同期仍然在通利琴行工作，獲谷中仁賞識成為編曲家。初期負責過的編曲作品有夏韶聲《永不放棄》、翻唱版本的《童年時》等等。
1985年，合併而成的太極樂隊留意到通利琴行貼出了關於第一屆嘉士伯流行音樂節的海報。結果報名參加，憑一首《暴風紅唇》贏得該音樂節的全場總冠軍，亦榮獲首屆嘉士伯流行音樂節最佳原創歌曲獎以及最突出台風表現獎。唐奕聰於隊中的角色一直是鍵盤手。除此之外，他還當音樂會的音樂總監與歌手經紀人，主力於監製、作曲、編曲以及演唱會方面發展。
2021年3月2日，他被發現在家中昏迷不醒，及後證實因心臟病發逝世，終年57歲。香港環球唱片「環球中文經典」Facebook專頁隨即發帖悼念，並附上促銷太極專輯的網址，惹來公關爭議。2020年9月推出的紀念專輯、張國榮的《REVISIT》為唐生前最後負責重製的專輯作品。而無綫電視於2021年3月播出特備節目《勁歌金曲懷念唐奕聰》以作追思。

## 個人生活
唐奕聰已婚多年，婚後沒有子嗣。他生前是基督教尖沙咀潮人生命堂會友。

## 參與節目
- 1991年：Sunday新地帶（無綫電視）
- 1991年︰翡翠歌星賀台慶（翻唱歌曲︰《夕陽之歌》梅艷芳）
- 1994年：Sunday新地帶（無綫電視）
- 2010年：「這些年來，繼續鍾情」張國榮紀念特輯（香港人網）
- 2017年：香港故事 後浪潮。人：一份情．歌（與麥家瑜，香港電台）
- 2020年：Chill Club（鍵盤手）
- 2021年：Chill Club（鍵盤手）

## 音樂作品
1986年
- 太極樂隊 - 魅影（曲、編）
- 太極樂隊 - 他（編）
- 太極樂隊 - 紫色夢幻（曲、編）
- 太極樂隊 - Dance All Nite（編）
- 太極樂隊 - 從未愛過（編）
- 太極樂隊 - 吶喊（編）
- 太極樂隊 - 冷血人（曲、編）
- 林子祥 - 虎威戰士（編）
- 林子祥 - 開路先鋒（編）
- 葉蒨文 - 後悔淚水（編）
- 葉蒨文 - Cha Cha Cha（編）

1987年
- 太極樂隊 - 迷幻地圖（曲、編）
- 吳潔梅 - 開心自助餐（編）
- 沈金鈴 - 空中樓閣（編）
- 林子祥 - 勇敢的愛（編）
- 林保怡 - 傷心的遊戲機（編）
- 張國榮 - 拒絕再玩（編、監）
- 張國榮 - 妳在何地（監）
- 張國榮 - 妄想（曲）
- 陳早茵、陳早怡 - 大汽球（編）
- 陳西敏、劉漢然 - 卡通片（編）
- 劉天蘭、林嘉寶 - Tell Me Why（曲、編）
- 劉天蘭、林嘉寶 - Jem（編）
- 盧業瑂 - 大食懶日記（編）

1988年
- 太極樂隊 - 給我吧（曲、編）
- 吳國敬 - 純真逍逝（編）
- 赤　道 - 青春火花（編）
- 周華健 - 擺渡人的歌（編）
- 周華健 - 愛情海的水手（編）
- 周華健 - 捨不得你（編）
- 周華健 - 迎接你（編）
- 柏安妮 - 不想再擁有（編）
- 柏安妮 - 不想再擁有（Remix Version）（編）
- 柏安妮 - 尖東（編）
- 柏安妮 - 尖東（Remix Version）（編）
- 柏安妮 - 願望井（編）
- 張立基 - 加油（編）
- 張立基 - 心跳（編）
- 張立基 - 放心（編）
- 張立基 - 講我知（曲、編）
- 張立基 - 心跳（Remix）（編）
- 張國榮 - 繼續跳舞（編）
- 陳百強 - 好想見面（編）
- 陳百強 - 任性（曲、編）
- 陳百強 - 幻像（曲、編）
- 陳淑樺 - 美麗與哀愁（編）
- 陳淑樺 - 日安，憂鬱（編）
- 麥潔文 - 搖擺我（Rock Me）（曲、編）
- 麥潔文 - 豹伴（編）
- 麥潔文 - Girl Friend（編）
- 麥潔文 - 迷亂（編）
- 麥潔文 - 周末舞曲（編）
- 黃敏華 - 送機又接機（編）
- 黃敏華 - 過氣晚裝（編）
- 黃寶欣 - 灰姑娘（編）
- 劉德華 - 痴心錯付（編）
- 劉德華 - 誰人（編）
- 蔡國權 - 一走了之（曲、編）
- 魏綺清 - 城市足印（編）
- 魏綺清 - 雨天雨點（編）

1989年
- 文佩玲 - 浪子Jacky（編）
- 文佩玲 - 火焰霓虹（編）
- 周華健 - 家和我一起成長（編）
- 林保怡 - 一剎的浪漫（曲、編）
- 林保怡 - 彷彿一生（編）
- 林保怡 - 永不讓步（編）
- 林憶蓮 - 不醉夜（編）
- 柏安妮 - 習慣（曲、編）
- 草　蜢 - 今晚停了電（編）
- 草　蜢 - 紅唇的吻（編）
- 張立基 - 今夜你是否一人?!（編）
- 張立基 - 孤獨路（編）
- 張立基 - 滲汗（編）
- 張國榮 - 暴風一族（編）
- 張學友 - 忘情負義（編）
- 張學友 - 歡場（編）
- 陳德彰 - 那是我眼淚（與孫偉明合編）
- 陳慧嫻 - 虛假浪漫（曲、編）
- 麥潔文 - 深宵三點（編）
- 葉蒨文 - 最後一吋（編）
- 葉蒨文 - 海闊天空（編）
- 甄　妮 - 今夜又被軟化（編）
- 甄　妮 - 多給我一夜（編）
- 甄楚倩 - 今天天氣呵呵呵（編）
- 甄楚倩 - 怎麼啟齒（編）
- 甄楚倩 - 算了…不緊要（曲、編）
- 蔡立兒 - 午夜無名氏（編）
- 蔡立兒 - 成長（編）
- 蔡立兒 - 不得了（編）
- 蔡立兒 - 秘密（編）
- 蔡立兒 - 失樂園（編）
- 蔡立兒 - 便利店（編）
- 鄭瑞芬 - 青春‧勇氣‧眼淚（編）
- 鄺美雲 - 真的對不起（編）
- 鄺美雲 - 心動（編）
- 譚耀文 - 明日黃昏（編）

1990年
- 王靖雯 - 悶人咖啡（曲、編）
- 王靖雯 - 多得他（編）
- 周　影 - 燃點生命（編）
- 周慧敏 - 不羈女神（編）
- 周慧敏 - 舊情人（編）
- 周慧敏 - 在這遙遠的地方（曲、編）
- 周慧敏 - 不再衝動（編）
- 周慧敏 - 詛咒（編）
- 周慧敏 - 鋼綫之舞（編）
- 周慧敏 - 借歪（曲、編）
- 周慧敏 - Shut Up（編）
- 周慧敏 - 留我一聲（編）
- 周慧敏 - 飛越瘋人院（編）
- 周慧敏 - 鏡上的唇印（編）
- 周慧敏、阮兆祥 - 一點情狂（編）
- 林憶蓮 - 埃及玫瑰（曲、編）
- 林憶蓮 - 怱怱（編）
- 林憶蓮 - 埃及玫瑰1000打（曲）
- 林憶蓮、王　傑 - 冬季來的女人（編）
- 韋綺姍 - 影子也衝動（編）
- 草　蜢 - 一對一（編）
- 草　蜢 - 一路順風（編）
- 草　蜢 - 物質女郎（編）
- 草　蜢 - 火之界（編）
- 草　蜢 - 夜是跳舞版（編）
- 張國榮 - Dreaming（編）
- 張學友 - 情不禁（編）
- 彭家麗 - 風鈴（編）
- 彭家麗 - 半段情（曲、編）
- 黃凱芹 - 衝動（編）
- 黃凱芹 - 火圈（編）
- 黃凱芹 - 情歸何處（編）
- 葉蒨文 - 一觸即發（曲、編）
- 甄楚倩 - 衝動（編）
- 甄楚倩 - 情逝了（曲、編）
- 甄楚倩 - 深夜兩點（曲、編）
- 甄楚倩 - Sayonara（編）
- 甄楚倩 - 夢醒時份（編）
- 甄楚倩 - 早出晚歸（曲、編）
- 劉祖兒 - 放肆（曲）
- 劉美君 - 六本木的榻榻米（曲、編）
- 劉美君 - 來吧（編）
- 劉美君 - 眼睛殺手（曲、編）
- 劉德華 - 熱血男兒（編）
- 黎　明 - 失戀廣告（編）
- 黎　明 - 戀火（編）
- 黎　明 - 赤色黎明（曲、編）

1991年
- 何嘉麗 - 牆內（曲、編）
- 李克勤 - 原諒我不懂說話（編）
- 李克勤 - Chai Yo（編）
- 李克勤 - 情牽一線（編）
- 周　影 - 還仍然想我嗎（編）
- 周慧敏 - 野性的心（編）
- 周慧敏 - 等這一段情（編）
- 林保怡 - 夢要飛（編）
- 林保怡 - 和好（不）如初（曲、編）
- 林保怡 - 還你還我（編）
- 梅艷芳 - 慾望野獸街（編）
- 梅艷芳 - 教父的女人（編）
- 林憶蓮 - 薔薇之戀（與Dick Lee共同編曲）
- 倫永亮 - 形象製造城（編）
- 倫永亮 - 陌生角落（曲、編）
- 草　蜢 - 愛情嘉年華（編）
- 草　蜢 - 憑甚麼（編）
- 草　蜢 - 笑中有淚（曲、編）
- 草　蜢 - 今晚不要陪我（編）
- 張立基 - 只需要她一秒（編）
- 張立基 - I Love You（編）
- 張立基 - 我心深處（編）
- 張立基 - 心跳（國）（編）
- 張立基 - 其實妳很寂寞（編）
- 張立基 - 心碎的冒險（編）
- 張學友 - 小姐,貴姓?（編）
- 梁雁翎 - 美麗的心情（編）
- 彭家麗 - 灑滿星塵的晚上（編）
- 彭家麗 - 打開天窗（曲、編）
- 曾航生 - 愛似刀（編）
- 曾航生 - 夜曲（編）
- 黃凱芹 - 愛人沒時候（曲、編）
- 溫碧霞 - 寂寞吧（午夜愛人）（曲、編）
- 葉蒨文、杜德偉 - 信自己（編）
- 葉蒨文、雷有曜 - 無盡暖柔情（編）
- 甄楚倩 - 回來親我（編）
- 甄楚倩 - 夜是我的情人（編）
- 劉小慧 - 夢幻星座情人（編）
- 劉小慧、周　影、黎瑞恩 - 學生哥（編）
- 劉美君 - 二十一世紀女人心（編）
- 劉美君 - 多些給我那些（曲、編）
- 劉美君 - 雪女（編）
- 劉美君 - 天長地久（編）
- 劉美君 - 各自各...精彩（曲、編）
- 劉錫明 - 時代節奏（曲、編）
- 劉錫明 - 攻擊行動（編）
- 鄭秀文 - 情人休息（編）
- 鄭秀文 - 醉鄉（編）
- 鄭瑞芬 - 請不要...（曲、編）
- 鄭瑞芬 - 月亮下（編）
- 黎　明 - 傾心愛一次（編）
- 黎　明 - 醉舞（編）
- 黎　明 - OH! 夜（編）
- 黎　明 - 夜變得精彩（編）
- 黎　明 - 永相依（編）
- 黎　明 - 你令我着迷（編）
- 黎瑞恩 - 你說吧（編）
- 關淑怡 - 親愛的（編）
- 關淑怡 - 卡繆（曲、編）

1992年
- 王靖雯 - 浪漫風暴（編）
- 王靖雯 - Miss You Night & Day（編）
- 王靖雯 - 開心眼淚（編）
- 王靖雯 - 兜兜轉（曲、編）
- 何婉盈 - 愛上你是我一生的錯（編）
- 何寶生 - 夢薔薇（曲、編）
- 吳國敬 - 少壯應努力（曲、編）
- 呂　珊 - 換到千般恨（編）
- 李克勤 - Get Out（編）
- 李克勤 - 妳是我的太陽（編）
- 李樂詩 - Love is Forever（編）
- 周慧敏 - 年·月·天·夜（編）
- 林保怡 - 流水飄（編）
- 林保怡 - 還我顏色（曲、編）
- 林保怡 - Danger Zone（編）
- 草　蜢 - 心中的你（編）
- 張立基 - All Night Long（編）
- 張智霖 - 逗我開心吧（編）
- 張智霖 - 影子角色（編）
- 梁雁翎 - 你好嗎（編）
- 梁雁翎 - 真的愛我嗎（編）
- 郭富城 - 傾慕你（曲、編）
- 郭富城 - I'm On Fire（編）
- 陳慧嫻 - 披星戴月（編）
- 黃凱芹 - 求雨（編）
- 黃凱芹 - 解情還須繫情人（編）
- 黃凱芹 - 沒有真的放手（編）
- 葉玉卿 - 魔鬼的誘惑（編）
- 葉玉卿 - 多一點暖（編）
- 葉玉卿 - 蜜糖兒（編）
- 葉玉卿 - 愛的傷口（編）
- 葉玉卿 - 傻眼淚（編）
- 劉美君 - China Girl（曲、編）
- 劉美君 - 最後情人
- 劉德華 - 末世天使（編）
- 黎　明 - 你是否天使（編）
- 黎　明 - 因你在此（編）
- 黎　明 - 我的親愛（編）
- 黎　明 - OH！夜（國）（編）
- 黎　明 - 我等不到你（編）
- 黎　明 - 明白我的愛（編）
- 黎　明 - I Love You OK?!（編）
- 黎　明 - 情難自控（編）
- 黎　明 - 我的感覺是場夢（編）
- 黎　明 - 傻癡癡（編）
- 黎　明 - 黎明前的浪漫（編）

1993年
- 太極樂隊 - 泡（曲、編）
- 太極樂隊 - 午夜撒旦（曲、編、唱）
- 太極樂隊 - 一生不再說別離（曲、編、唱）
- 太極樂隊 - 南俠展昭（曲、編）
- 太極樂隊 - For You and I（曲、編）
- 王靖雯 - 執迷不悔（編）
- 王靖雯 - 紅粉菲菲（編）
- 王靖雯 - 可愛眼睛（編）
- 王靖雯 - 情敵（曲、編）
- 王靖雯 - 長大（編）
- 王靖雯 - 動心（編）
- 王靖雯 - Do We Really Care?（編）
- 王靖雯 - 如風（Autumn Version）（編）
- 王靖雯 - 天生不是情造（編）
- 王馨平 - 難忘夏季（編）
- 何寶生 - 曾為你動情（曲、編）
- 李樂詩 - 絕情女（編）
- 周慧敏 - 對不起親愛的（編）
- 周慧敏 - 你還記得從前嗎?（編）
- 周慧敏 - 戀曲Sha La La（編）
- 草　蜢 - 從未欺騙你（編）
- 袁潔瑩 - 眼淚是你的武器（編）
- 袁潔瑩 - 迷情（曲、編）
- 馬浚偉 - 反了面（編）
- 梁雁翎 - 不再為你等待（編）
- 梁雁翎 - 不應該的愛（編）
- 湯寶如 - 哭泣瑪利（編）
- 湯寶如 - 偷戀（編）
- 黃凱芹 - 我還是我（編）
- 溫碧霞 - 單身咖啡座（編）
- 溫碧霞 - 生命原是為著愛（編）
- 葉玉卿 - 如果你乖（編）
- 葉玉卿 - 男人是否都一樣（編）
- 葉玉卿 - 愛漸悶（編）
- 葉玉卿 - 紫色的眼淚（編）
- 劉小慧 - 別在深秋月明時（編）
- 劉美君 - 敏感（編）
- 劉美君 - 夜長夢多（編）
- 劉美君 - 你望我望你（編）
- 黎　明 - 真的愛情定可到未來（編）
- 黎　明 - 夏日燒着了（編）
- 黎　明 - 我的情人（編）
- 黎　明 - 不羈的感情（編）
- 黎　明 - 痴情何須說前塵（編）
- 黎　明 - 美麗的開始（編）
- 黎　明 - 戀愛日記（編）
- 黎　明 - 莎唷娜啦（編）
- 黎　明 - 給你一生用不完的愛（編）
- 黎　明 - 不可推搪（編）
- 黎　明 - 心愛（編）
- 黎　明 - 愛情影畫戲（編）
- 黎　明 - 春夏秋冬（編）

1994年
- 王靖雯 - 背影（編）
- 王馨平 - 請你看著我的眼睛（編）
- 王馨平 - 不要躲避我的眼睛（編）
- 李婉華 - 末路狂花（編）
- 周慧敏 - 異國的下午（編）
- 周慧敏 - 留戀（編）
- 周慧敏 - 情人夢都市（編）
- 周慧敏 - 沒愛一身輕（編）
- 周慧敏 - 平凡人的夢（編）
- 周慧敏 - 天使的情人（編）
- 周慧敏 - 千色派對（編）
- 周慧敏 - 鏡中的怨女（編）
- 夏韶聲 - Hello Everybody（編）
- 孫耀威 - 愛的故事（上集）（編）
- 海俊傑 - 失足的感情（曲）
- 袁潔瑩 - 我有我（編）
- 袁潔瑩 - 自由活動（曲、編）
- 張立基 - 前度情人（編）
- 張立基 - 我憂鬱（編）
- 張立基 - 掉眼淚（編）
- 張智霖 - 自首宣言（編）
- 張智霖 - 幸運兒（編）
- 張學友 - 情繫半生（編）
- 梁朝偉 - 沒痛苦（編）
- 梁朝偉 - 獨奏悲歌（編）
- 彭家麗 - 通天神偷（編）
- 彭家麗 - 遠走高飛（編）
- 彭　羚 - 一個女人兩個男人（編）
- 彭　羚 - 你錯 我錯 她也錯（編）
- 葉玉卿 - 心藥（編）
- 葉玉卿 - 留住你的人（編）
- 葉玉卿 - 獨身女子（編）
- 鄭嘉穎 - 最後一次跟你告別（編）
- 黎　明 - 藍色街燈（編）
- 黎　明 - 獻出激情（編）
- 黎　明 - 我的親愛還是你（編）
- 黎　明 - 陽光（編）
- 黎　明 - 情緣（編）
- 黎　明 - 夜搖遙（編）
- 黎　明 - 伴你同行（編）
- 黎　明 - 一天情深一點情感（編）
- 黎瑞恩 - 你從未說過愛我（編）

1995年
- 太極樂隊 - 天安門的風箏（曲、詞、編）
- 太極樂隊 - 對不起（曲、詞、編）
- 太極樂隊 - 讓我闖（詞、編）
- 吳國敬 - 一個下晝（編）
- 吳國敬 - 沒有想到的一個人（曲、編、監）
- 吳國敬 - 那年那天（監）
- 吳國敬 - 起舞......II（監）
- 周慧敏 - 失控（編）
- 金城武 - 幸運還是你（曲、編）
- 孫耀威 - 從來沒說愛妳（編）
- 孫耀威 - 開蓬車上等妳的人（曲、編）
- 馬怡靜 - 可否燦爛一次（編）
- 陳百祥 - 我至叻（編）
- 陳慧嫻 - 拋拋（編）
- 趙學而 - 要吧（曲、編）
- 潘美辰 - 熱浪下為何冰凍（曲、編）
- 潘美辰 - 夢可以重來（曲、編）
- 黎　明 - 月亮下求你一吻（編）
- 黎　明 - Just For Fun（編）
- 黎　明 - 夢想成真（曲、編）
- 黎　明 - 有意無意（曲、編）
- 黎　明 - 讓我愛你（編）
- 黎　明 - 好朋友（編）
- 戴恩玲 - 十字路（曲、編）

1996年
- 李中希 - 無奈妳最愛自己（曲、編）
- 李中希 - 歎息（編）
- 海俊傑 - 闔府統請（曲）
- 張國榮 - 怪你過份美麗（曲、編）
- 陳百祥 - 成日咁叻（編）
- 陳建穎 - 我的喜與哀（編）
- 陳曉東 - 愛你（躲你）（編）
- 趙學而 - 他是不是我等不等（編）
- 蔣卓樂 - 赤子（編）
- 蔣卓樂 - 最高紀錄（曲、編）
- 鄭秀文 - 猶豫（編）
- 黎　明 - 有情天地（編）
- 黎　明 - 聽過我的心事嗎?（編）
- 黎　明 - 不思議的夢（編）
- 黎　明 - 過來人（曲、編）
- 黎　明 - 妳是誰（編）
- 戴恩玲 - 濃情咖啡（曲、編）

1997年
- 呂　方 - 突然開心（曲、編）
- 林海峰、胡蓓蔚 - 甜甜蜜（曲）
- 紀炎炎 - 原來我可以（編）
- 張智霖 - 一生豪情一次（編）
- 許志安 - 灰飛煙滅（編）
- 許志安 - 阿門（編）
- 許志安 - 未痛夠（編）
- 陳曉東 - 在乎你感受（曲、編）
- 陳曉東 - 三個字（編）
- 陳曉東 - 擠迫（曲、編）
- 陳曉東 - 愛妳．躲妳（編）
- 葉蒨文 - 娛樂自己（編）
- 葉蒨文 - 難得是今晚（編）
- 趙學而 - 無色無相（編）
- 鄭秀文 - 關心（編）
- 鄭秀文 - 一夜成名（編）
- 鄭秀文 - 偶遇（編）
- 黎　明 - 遲到（編）
- 謝霆鋒 - 回憶是後鏡裡的公路（編）
- 譚耀文 - 東飛客機（編）
- 譚耀文 - 童年（編）

1998年
- 李蕙敏 - 取暖（曲）
- 陳展鵬 - 快快（曲）
- 陳浩民 - 數數小精靈（曲、編）
- 鄭伊健 - 感情用事（編）
- 黎　明 - 我眼中的天堂（編）
- 黎　明 - 從過去到永遠（編）

1999年
- 太極樂隊 - 曙光（曲、編）
- 太極樂隊 - 懸崖（曲、編）
- 太極樂隊 - 唱唱笨小孩（曲、編）
- 太極樂隊 - 煉獄（曲、編）
- 太極樂隊 - 痛（曲、編）
- 吳國敬、鄧建明、唐奕聰 - 其實我深深愛著你（三個男人一個虛）（編）
- 張國榮 - 左右手（編）
- 張國榮 - 全世界只想你來愛我（編）
- 梅艷芳 - 反翻版（曲、編）
- 陳慧琳 - 微笑沉睡（曲、編）
- 陳慧琳 - 情不自禁（編）
- 陳慧琳 - 快樂情人（編）
- 鄭秀文 - 月亮星座（編）

2000年
- 小　雪 - 秘密情人（編）
- 容祖兒 - 穿花蝴蝶（編）
- 張國榮 - 枕頭（曲、編）
- 張國榮 - 大熱（編）
- 張國榮 - Don't Lie To Me（編）
- 張國榮 - 發燒（編）
- 陳潔儀 - 天使吻（曲、編、監）

2001年
- 林保怡 - 一秒一千字（編、監）
- 林保怡 - 無人損傷（曲、編、監）
- 林保怡 - 美麗大園地（曲、編、監）
- 高晨維 - 起飛（編）
- 高晨維 - 火災（編）
- 彭海桐 - 甜蜜空間（編）

2002年
- 朱　茵 - 從前（編）
- 李蘢怡 - 驕兵不敗（曲、編）
- 郭富城 - 盜亦有道（曲、編、監）
- 陳文媛、李蘢怡 - 時光中飛舞（曲、編）

2003年
- 方力申 - 蠻牛（曲、編）
- 朱　茵 - 給明天的信（編）
- 吳浩康 - 先入為主（編）
- 吳展濠 - 應該要爭氣（編、監）
- 李日朗 - 閃（編、監）
- 李日朗 - 愛上你的愛（編、監）
- 李日朗 - 某某（編、監）
- 容祖兒 - 心淡（編）
- 張國榮 - 敢愛（曲、編）
- 張國榮 - 紅蝴蝶（編）
- 張國榮 - 蝶變（曲、編）
- 張國榮 - 我知你好（編）
- 黃家強 Feat. MC仁 - 一點燭光（編、監）
- 黃　馨 - 我一個睡（曲、編、監）
- 黃　馨 - 我一個睡（Summer Mix）（曲、編、監）
- 鄭希怡 - 我的(一半)繪本小說（編、監）

2004年
- 容祖兒 - 分身術（編）
- 容祖兒 - 心病（編）
- 梁洛施 - 晚晚乖（編）
- 陳苑淇 - 任我行（編、監）
- 陳慧琳 - 輻射（曲、編）
- 陳慧琳 - 以退為進（編）
- 黃　馨、陳小春 - 停電（曲、編）
- 黃　馨、陳小春 - 停電（Remix）（曲、編）
- 劉浩龍 - 舊人（編）

2005年
- 林保怡 - 飛鷹翱翔（曲、編、監）
- 梁詠琪 - 小裁縫（編）
- 謝霆鋒 - 恐龍化石（編）

2006年
- 何超儀 - 小腿太肥（編）
- 林保怡 - 風沙（曲、編、監）
- 林保怡 - 情報（編、監）
- 容祖兒 - 棄權（編）
- 梁洛施 - 眼淚的好戲（監）
- 梁洛施 - 戀愛地圖（監）
- 梁洛施 - 等愛（監）
- 梁洛施 - 戀上你的BLOG（編、監）
- 梁洛施、張致恆 - 說.再見（曲、編、監）
- 黃貫中 - 彩色世界（編）
- 鄭　融 - 一分鐘漂亮（編、監）

2007年
- 孫耀威 - 幸福的再會（曲、編）
- 張敬軒 - 酷愛（編）
- 張敬軒 - 我的天（編）
- 鄧穎芝 - 繼續潮拜（曲、編）

2008年
- Mr. - Voice Mail Message + 戰禍（監）
- Mr. - Everyone（監）
- Mr. - 想太多（監）
- Mr. - 假使（監）
- Mr. - 等不了（監）
- Mr. - Mister（監）
- Mr. - 15（編、監）
- 朱韻詩 - 聽見（編、監）
- 吳雨霏 - 長不大（曲、編）
- 李克勤 - 她慈我悲（編）
- 泳　兒 - 鼻敏感（編）
- 泳　兒 - 指紋在旅行（編）
- 張敬軒 - 酩酊天使（編）
- 張敬軒 - 吻得太逼真（編）
- 麥家瑜 - 殺死我的溫柔（編、監）
- 麥家瑜 - 火滾（曲、詞、編、監）
- 麥家瑜 - 殺死我的溫柔（Remix Version）（監）
- 群　星 - 奧運北京（編）
- 賈曉晨 - 花貓變身豹（編）
- 賈曉晨 - 最愛的愛（編）

2009年
- Mr. - 如果我是陳奕迅（監）
- Mr. - 背影（監）
- Mr. - 搖擺（監）
- Mr. - 感動（監）
- Mr. - 森林（監）
- Mr. - 無謂再假（監）
- Mr. - 遇到了（監）
- Mr. - 尋找一千遍（編、監）
- Mr. - 黑色狂迷（監）
- 李克勤 - 廉價哀傷（編）
- 李克勤 - 潑墨（編）
- 李克勤 - 樹懶（編）
- 李克勤 - 最後的早餐（編）
- 李克勤 - 寂寞嘍囉（編）
- 李克勤 - 有為青年（曲、編）
- 容祖兒 - 雙冠軍（編）
- 張敬軒 - 披星戴月（編）
- 陳奕迅 - Allegro, Opus 3.3 a.m.（曲、編、監）
- 陳奕迅 - 於心有愧（編）
- 陳奕迅 - Life Goes On（編、監）
- 陳奕迅 - 沙龍（編）
- 陳思彤 - 頑固（編）
- 麥家瑜 - 不加塑（監）
- 麥家瑜 - 透明人間（編、監）
- 麥家瑜 - 神探（監）
- 麥家瑜 - 聽到的神話（曲、編、監）
- 謝安琪 - 年度之歌（編）
- 謝安琪 - 載我走（編）

2010年
- Mr. - 感動（Electronicy）（監）
- Mr. - Everyone（Cyber Clash）（監）
- Mr. - 搖擺（Rock Hed Mix）（監）
- Mr. - 尋找一千遍（Crystal Burn Remix）（監）
- Mr. - 想太多（Tonal Groove Remix）（監）
- Mr. - 如果我是陳奕迅（Creeping Death Mix）（監）
- Mr. - 等不了（Gosh Tripper Remix）（監）
- Mr. - 最重要（編、監）
- Mr. - 如果我是陳奕迅（國語）（監）
- Mr. - Tonight Tonight（監）
- 陳奕迅 - 陀飛輪（編）
- 譚詠麟、Mr. - 約翰人生（編、監）
- 譚詠麟、Mr. - 月人（編、監）
- 譚詠麟、Mr. - 事事有天知（編、監）
- 譚詠麟、Mr. - 偷喝酒的故事（編、監）
- 譚詠麟、Mr. - 藍儂夢（編、監）
- 譚詠麟、Mr. - 魔毯（編、監）
- 譚詠麟、Mr. - 未知（編、監）
- 譚詠麟、Mr. - 愛有限（編、監）
- 譚詠麟、Mr. - 糖衣陷阱（監）
- 譚詠麟、Mr. - Go（監）
- 譚詠麟、Mr. - 六時零十五十六分（監）
- 譚詠麟、Mr. - 智能世代（監）
- 譚詠麟、Mr. - 宅男日記（監）
- 譚詠麟、Mr. - 再難又如何（監）
- 譚詠麟、Mr. - 超越（監）
- 譚詠麟、Mr. - 太匆匆（監）
- 譚詠麟、Mr. - 黃昏的你好嗎（監）
- 譚詠麟、Mr. - 校長先生（監）
- 譚詠麟、Mr. - 恭敬不如從命（監）
- 譚詠麟、Mr. - 算愛（監）

2011年
- Mr. - 人一世物一世（監）
- Mr. - Storm（監）
- Mr. - 那年這天（監）
- Mr. - 發神經（監）
- Mr. - 零時起哄（監）
- Mr. - 兩大無猜（監）
- Mr. - 換畫（監）
- Mr. - 小傳奇（監）
- Mr. - 5 x幻覺（監）
- Mr. - 自言自語（監）
- Mr. - 就這樣忘掉你（監）
- 張智霖 - 劃火柴的男人（編、監）
- 陳奕迅 - 看穿（編）
- 陳奕迅 - 神奇化妝師（編）
- 鍾嘉欣 - 囉唆（編）
- 關楚耀 - 別再躲（編、監）

2012年
- Mr. - 就這樣忘掉...（監）
- Mr. - 良知門（監）
- Mr. - 現在（監）
- Mr. - 方向感（監）
- 容祖兒 - 不好意思我愛你（編）
- 陳奕迅 - 最冷一天（編）
- 麥家瑜 - 佩鎗的茱麗葉（編）
- 譚詠麟 - 情思中獨困（編、監）
- 譚詠麟 - 玩不起（編、監）
- 譚詠麟 - 情海方舟（監）
- 譚詠麟 - 舊生會派對（監）
- 譚詠麟 - 何謂愛（監）

2013年
- Mr. - From The Space（編、監）
- Mr. - 第五類接觸（監）
- Mr. - 舊日理想（監）
- Mr. - 天下（監）
- 李克勤 - 探花（編）
- 張智霖 - 歲月如歌（監）
- 張敬軒 - 溫馨提示（編）
- 陳奕迅 - 任我行（編）
- 陳奕迅 - 失憶蝴蝶（編）
- 麥家瑜 - 我國（監）
- 麥家瑜 - 病入膏肓（監）
- 麥家瑜 - 好得很（編）
- 麥家瑜 - 起跑線（監）
- 麥家瑜 - 純屬虛構（監）
- 麥家瑜 - 輪到你失眠時（監）
- 麥家瑜 Feat. Robynn & Kendy - 我愛大商場（編、監）
- 謝安琪 - 在雨中不能說雨（編）
- 羅力威 - 這夜的渡輪上（編）

2014年
- 張智霖 - 冰封（編、監）
- 顧芮寧 - 三千公里的理想（編、監）
- 顧芮寧 - 最當初的心（編、監）

2015年
- BOP天堂鳥 - 說天說地（編）
- Mr. - 愛你（監）
- Mr. - 一句（監）
- Mr. - 邊城（編、監）
- Mr. - 熱血（監）
- 張敬軒 - 過客別墅（編）
- 鄧麗君、王　菲 - 清平調（編）

2016年
- 太　極 - 幾個十年（曲）
- 泳　兒 - 四不像（編）
- 麥家瑜 - 給自己的命書（編、監）
- 群　星 - 延續（監）
- 蘇煒喬 - 想你記得我（編）

2017年
- Mr. - 從前說（監）
- Mr. - 長路（編、監）
- Mr. - 只好再見（監）
- Mr. - 中伏（編、監）
- Mr. - 今天怎麼了（編、監）
- Mr. - 新平衡（監）
- Mr. - 還原成長（編、監）
- Mr. - 致未來的我（編、監）
- 布志綸 - 人在野（編、監）
- 泳　兒 - 一隻小豬（編）
- 泳　兒、黎瑞恩 - 搖籃曲（編）
- 陳　蕾 - 你快樂嗎（監）

2018年
- 布志綸 - 經得起變化（編、監）
- 陳　蕾 - 娛樂人生（監）
- 嚿飯咁 - 廢中（編）

2019年
- Mr. - 釋放自己（監）
- 陳　蕾 - 娛樂人生（Acoustic Demo）（監）

2020年
- Gin Lee - 幸福門（編）
- Gin Lee - 美男子與香煙（編）
- Gin Lee - 成家（編）
- ONE PROMISE - 懷念晴朗的雨天（監）
- ONE PROMISE - 懷念晴朗的雨天（Piano Version）（監）
- ONE PROMISE - 明年見（編、監）
- Pandora樂隊 - 重聚那一天（監）
- 張國榮 – 春夏秋冬 A Balloon's Journey（編）
- 張國榮 – 大熱 The Acca-Jungle（編）
- 張國榮 – 枕頭 Bedtime Soul（編）
- 張國榮 – 寂寞有害 Ancient Boutique（編）
- 張國榮 – 路過蜻蜓 Piano in the Attic（編）
- 張國榮 – 發燒 Fervour of the Passionate（國語）（編）
- 張國榮 – 全世界只想你來愛我 The Only Thing That Matters（國語）（編）

2021年
- HEY JOE TRIO - 潛意識告白（監）
- ONE PROMISE、柳應廷 - 明年見（Duet Version）（編、監）

## 獎項
以下是唐奕聰曾經獲頒發的音樂獎項：
- 電視廣播有限公司1993年度十大勁歌金曲頒獎典禮——最佳編曲獎〈夏日燒着了〉[15]